# Draco jareckii
Draco jareckii är en ödleart som beskrevs av  James D. Lazell, Jr. 1992. Draco jareckii ingår i släktet flygdrakar, och familjen agamer. IUCN kategoriserar arten globalt som livskraftig. Inga underarter finns listade i Catalogue of Life.